# Пенарт

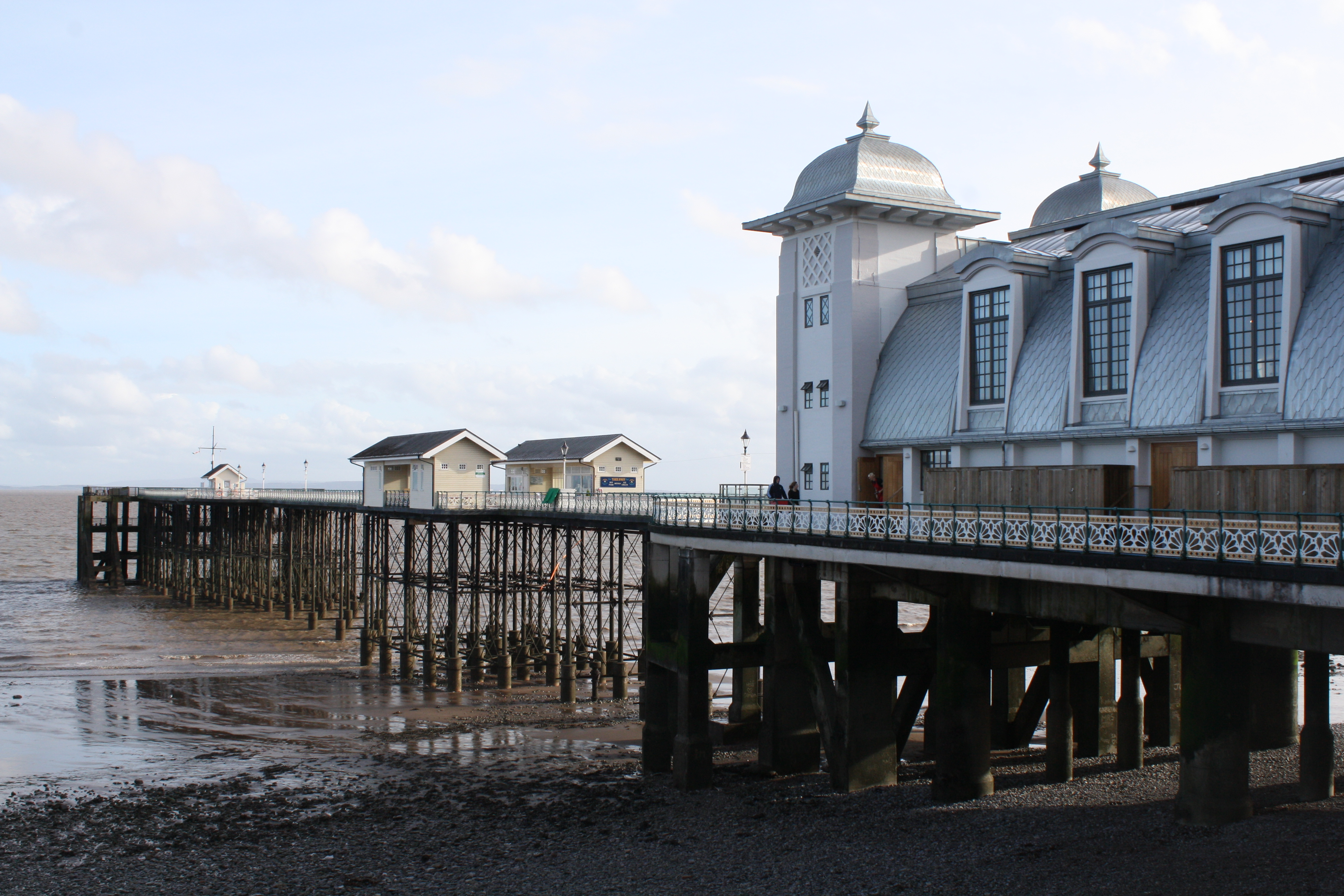
Пенартский пирс

Пена́рт (валл. Penarth и англ. Penarth) — город в Уэльсе (Великобритания). Расположен в непосредственной близости от Кардиффа на берегу эстуария реки Северн, входит в административный округ Вейл-оф-Гламорган. Население составляет 23 245 человек.

## История

### Ранняя
В районе города известны неолитические поселения людей. В 1570-х годах Пенарт был центром пиратства.

### Викторианская эра
К 1861 году население достигло 1,898 человек, а к 1871 — 3,382. В 1881 оно составило 6,228. К 1891 с открытием железной дороги население удвоилось, а в 1901 в городе насчитывалось 14,228 жителей.

### Вторая мировая война
Владельцы яхт и моторных лодок из Пенарта участвовали в качестве добровольцев в Дюнкеркской операции.
Город подвергался бомбардировкам во время Второй мировой войны, в том числе зажигательными бомбами. Являлся одной из опорных баз, использовавшихся во время высадки Союзников в Нормандии.
До 1970-х годов в окрестностях города находили множество неразорвавшихся боеприпасов. Считается, что они продолжают оставаться в грунте и поныне.

### Послевоенная история
В 2017 году Пенарт был назван одним из лучших мест для жизни в Уэльсе.

## Экономика
Основу экономики составляет туризм и связанная с ним торговля, однако в городе также расположены офисы нескольких крупных, в том числе международных компаний.